# Mihai Gere

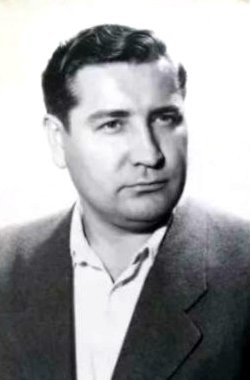
Mihai Gere

Mihai Gere (* 2. September 1919 in Timișoara, Kreis Timiș; † 7. Oktober 1997 in Bukarest) war ein rumänischer Politiker der Rumänischen Kommunistischen Partei PMR (Partidul Muncitoresc Român) und ab 1965 PCR (Partidul Comunist Român), der unter anderem zwischen 1969 und 1974 Mitglied des Sekretariats des Zentralkomitees (ZK) der PCR war.

## Leben

### Maurer, Jugend- und Parteifunktionär
Gere, der zur Minderheit der Magyaren in Rumänien gehörte, war nach dem Besuch der Grundschule und der dreijährigen Berufsschule zwischen 1935 und 1940 als Maurer im Unternehmen Hubert Gallasch in Timișoara tätig. Daneben engagierte er sich 1940 als Mitglied der Union junger Kommunisten UTCdR (Uniunea Tineretului Comunist din România), wurde allerdings 1940 wegen seiner politischen Aktivitäten festgenommen und befand sich bis 1944 als politische Gefangener im Gefängnis von Caransebeș und dann in Văcărești. Nach seiner Freilassung war er von 1944 bis 1945 Aktivist im UTCdR-Komitee im Kreis Timiș sowie im Komitat Torontál. Am 23. August 1944 trat er der damaligen Kommunistischen Partei PCR (Partidul Comunist din România) als Mitglied bei.
Nach Kriegsende fungierte Gere von 1945 bis 1946 als Vizepräsident für Organisation des Progressiven Jugendverbandes (Tineretului Progresist) im Kreis Timiș und war danach zwischen 1946 und 1947 Aktivist des Parteikomitees im dritten Stadtbezirk von Timișoara, ehe er Aktivist in der Jugendsektion des Parteikomitees im Kreis Timiș war. 1948 war er zeitweise Direktor eines Organisationskurses für Bauernparteikader in Timișoara und danach zwischen 1948 und 1949 Aktivist in der Sektion Propaganda des Parteikomitees im Kreis Timiș. Daran schloss sich von 1949 bis September 1950 eine Verwendung als Leiter der Sektion für Propaganda und Agitation sowie als Vize-Sekretär des Parteikomitees im Kreis Timiș an.
Im September 1950 wurde Gere Sekretär für Propaganda und Agitation im Parteikomitee der Region Cluj und war danach vom 12. Juni 1951 bis 1952 Sekretär für Propaganda und Agitation im Parteikomitee der Region Stalin. Nachdem er zwischen 1952 und 1955 ein Studium an der Parteihochschule der KPdSU wurde er nach seiner Rückkehr 1955 erst stellvertretender Leiter der Organisationsabteilung des ZK der PMR, ehe er vom 6. Oktober 1957 bis zum 23. Juni 1964 stellvertretender Leiter der ZK-Abteilung für Propaganda und Agitation war. Zugleich fungierte er zwischen dem 10. Dezember 1961 und dem 18. März 1965 erstmals als Präsident des Rates für Probleme der Kommunalverwaltung und war des Weiteren von 1964 bis zum 6. Juni 1966 Präsident des Exekutivkomitees des Volksrates in der Region Mureș-Autonomă Maghiară.

### ZK-Mitglied, Abgeordneter und ZK-Sekretär
Auf dem Neunten Parteitag der PCR vom 19. bis 24. Juli 1965 wurde Gere Mitglied des ZK der PCR und gehörte diesem bis zum 22. Dezember 1989 an. Zugleich wurde er Kandidat des Exekutivkomitees des ZK und gehörte diesem bis zum 28. November 1974 an. Zugleich fungierte er seit dem 21. August 1965 bis 1967 als Vizepräsident des Staatsrates (Consiliului de Stat), des kollektiven Gremiums, das den Staatspräsidenten stellt. Ferner war er vom 9. Dezember 1967 bis zum 13. März 1969 erneut Präsident des Rates für Probleme der Kommunalverwaltung und wurde im Februar 1969 auch Mitglied des Wirtschaftsrates.
1965 wurde Gere erstmals Mitglied der Großen Nationalversammlung (Marea Adunare Națională) und vertrat in dieser bis 1969 zunächst den Wahlkreis Luduș Nr. 18, zwischen 1969 und 1975 den Wahlkreis Sfântu Gheorghe Nr. 1, von 1975 bis 1980 den Wahlkreis Satu Mare-Sud Nr. 2 und zwischen 1980 und 1985 den Wahlkreis Târgu Mureș Nr. 3, ehe er zuletzt von 1985 bis 1989 den Wahlkreis Vișeu de Sus Nr. 8 vertrat. Während seiner Parlamentszugehörigkeit war er zwischen 1965 und 1969 Mitglied des Verwaltungsausschusses sowie seit dem 29. November 1974 Vorsitzender des Ausschusses für die Volksräte und Verwaltung des Staates.
Auf dem Zehnten Parteitag der PCR vom 6. bis 12. Oktober 1969 wurde Gere zudem zum Mitglied des Sekretariats des ZK gewählt und gehörte diesem bis zum 28. November 1974 an. Daneben war vom 18. April 1972 bis 1974 Mitglied des Exekutivbüros und Sekretär des Nationalrates der Sozialistischen Einheitsfront FUS (Frontul Unității Socialiste), der für die Aufstellung der Kandidatenlisten bei Wahlen zuständigen Massenorganisation. Als Mitglied des ZK-Sekretariats war er zuständig für die Abteilungen Parteihaushalt, Publikationen und Versammlungen sowie das Rote Kreuz zuständig.
Gere wurde auf dem Elften Parteitag der PCR vom 24. bis 27. November 1974 Kandidat des Politischen Exekutivkomitees des ZK und war bis zum 22. Dezember 1989 Mitglied dieses Gremiums. Zugleich wurde er im März 1975 Leiter der ZK-Abteilung für den Parteihaushalt der PCR und fungierte ferner vom 27. Februar 1979 bis 1984 als Präsident des Rates für Arbeitnehmer ungarischer Nationalität (Consiliului Oamenilor Muncii de Naționalitate Maghiară)

### Ehrungen und Auszeichnungen
Für seine langjährigen Verdienste wurde Gere mehrfach ausgezeichnet und erhielt unter anderem 1949 den Stern der Volksrepublik Rumänien Fünfter Klasse (Ordinul Steaua Republicii Populare Române), 1957 den Orden der Arbeit Dritter Klasse (Ordinul Muncii), 1959 den Orden 23. August Vierter Klasse (Ordinul 23. August), 1961 die Medaille 40. Jahrestag der Gründung der Rumänischen Kommunistischen Partei (Medalia jubilară 40 de ani de la înfiinţarea Partidului Comunist Român), 1962 den Orden der Arbeit Zweiter Klasse, 1964 den Stern der Volksrepublik Rumänien Dritter Klasse, 1966 den Orden Tudor Vladimirescu Erster Klasse (Ordinul Tudor Vladimirescu), 1971 den Titel Held der sozialistischen Arbeit (Erou al Muncii Socialiste), 1971 die Goldene Medaille „Sichel und Hammer“ (Medalia de aur secera si ciocanul), 1979 den Orden 23. August Erster Klasse sowie 1984 die Medalia A 40-a aniversare a revoluției de eliberare socialã şi naþionalã, antifascistã şi antiimperialistã.

## Weblink
- Biografie in Consiliul Național pentru Studiera Arhivelor Securității. Membrii C.C. al P.C.R. 1945–1989. Dicționar, S. 288 f.

| Personendaten    | Personendaten               |
| ---------------- | --------------------------- |
| NAME             | Gere, Mihai                 |
| KURZBESCHREIBUNG | rumänischer Politiker (PCR) |
| GEBURTSDATUM     | 2. September 1919           |
| GEBURTSORT       | Timișoara, Kreis Timiș      |
| STERBEDATUM      | 7. Oktober 1997             |
| STERBEORT        | Bukarest                    |